# 29402 Obélix
29402 Obélix è un asteroide della fascia principale. Scoperto nel 1996, presenta un'orbita caratterizzata da un semiasse maggiore pari a 3,0878756 au e da un'eccentricità di 0,0484687, inclinata di 8,21538° rispetto all'eclittica.
L'asteroide era stato inizialmente battezzato 29402 Obelix per poi essere corretto nella denominazione attuale.
L'asteroide è dedicato all'omonimo personaggio dei fumetti.